# Йордан Кръчмаров (поет)
 Тази статия е за поета Йордан Кръчмаров.  За скулптора вижте Йордан Кръчмаров (скулптор).  
Йордан Добрев Кръчмаров е български поет.

## Биография и творчество
Роден е през 1948 г. в добруджанското село Гурково, в семейството на Керанка Желязкова и Добри Кръчмаров. Получава образование в родното село и в градовете Добрич и Балчик. Още преди 20-а си година прави първите си поетични опити.
През 1968 година Кръчмаров става матрос във Варна. На 12 април същата година излиза и първата му публикация: поетичният цикъл „Реквием“ във вестник „Димитровска вахта“. През 1969 година част от поемата му „Море“ е включена в сборника „Вечери в кубрика“. Пише поезия, проза и публицистика за различни военни издания, но въпреки поканата да остане на работа като военен журналист, Кръчмаров се връща при семейството си.
През 1970-те години Йордан Кръчмаров сменя различни професии: миньор, спасител на плажа, рибар, бригадир, но продължава да пише поезия, разкази и новели, публицистика и пътеписи, фейлетони и епиграми. Пише също сценарии за кино- и телевизионни постановки, рисува графики и цветни пейзажи. През 1979 година поставя на сцена спектакъла си „Зора след зора“. През същата година започва доживотното му сътрудничество с литературния клуб при младежкия дом в Балчик. През 1982 година става член на Клуба на младите творци и на Дружеството на писателите в Добрич. Избран е и за завеждащ културната дейност и радиовъзела в предприятието „Битова техника“ – Добрич.
Публикува свои творби в местния печат и в централни литературни списания. В началото на 1986 г. поетичният му цикъл „Цялото ми богатство“ е включен в антологията „Общежитие“ на издателство „Народна младеж“. На 16 май 1986 г. след литературно четене пред ученици от добричката Хуманитарна гимназия умира внезапно от инфаркт. Погребан е в Гурково.
Приживе Кръчмаров поддържа приятелства и кореспонденция с Петър Алипиев, Борис Христов, Любен Недков, Георги Константинов, Александър Геров, Георги Марковски, Георги Бояджиев, Георги Давидов, Елка Няголова, Венцислав Славянов, Сашо Серафимов, Александър Белчев, Камелия Кондова, Иван Овчаров, Венета Мандева. След смъртта му, с помощта на негови приятели, са публикувани стихосбирките: „Нощен залив“ (1987 г.), „Сол за живите“ (1992 г.), „Риза за Христос“ (1993 г.), „След XX века“ (1998 г.), „Полюшвана от вятъра мишена“ (2006; 2008 г.).
За творчеството на Кръчмаров отзиви пишат поетите Стефан Цанев, Георги Константинов и литературните критици Светлозар Игов, Стефан Влахов-Мицов и Иван Карадочев.
През 2003 година излиза телевизионният документален филм „Йордан Кръчмаров – един забравен поет“ с автор поета Владо Любенов.